# Ларедо (Мисури)
Ларедо (енгл. Laredo) град је у америчкој савезној држави Мисури.

## Демографија
По попису из 2010. године број становника је 198, што је 52 (-20,8%) становника мање него 2000. године.
| Група             | 2000.       | 2010.       |
| Белци             | 241 (96,4%) | 197 (99,5%) |
| Афроамериканци    | 0 (0,0%)    | 0 (0,0%)    |
| Азијати           | 0 (0,0%)    | 0 (0,0%)    |
| Хиспаноамериканци | 2 (0,8%)    | 0 (0,0%)    |
| Укупно            | 250         | 198         |